# Tegenaria tekke
Tegenaria tekke är en spindelart som beskrevs av Brignoli 1978. Tegenaria tekke ingår i släktet husspindlar, och familjen trattspindlar.
Artens utbredningsområde är Turkiet. Inga underarter finns listade i Catalogue of Life.